# Arêtes de poisson
Pour les articles homonymes, voir Arête, Poisson et Appareil en arête-de-poisson.
Les « arêtes de poisson », également galeries souterraines de la balme Saint-Clair ou parfois réseau des Fantasques, sont un réseau de galeries antiques situé sous le plateau de la Croix-Rousse à Lyon. Ce site archéologique se compose de galeries disposées en escalier et toutes inclinées vers le Rhône.
Les cartes montrent un premier système dit en « arêtes de poisson » et un second en « antennes », connectés l'un à l'autre. Le premier est formé d’une galerie principale entourée par seize paires de galeries, communément appelées « arêtes », et d'une galerie secondaire sous la principale. Dans le second, on trouve deux galeries parallèles l'une à l'autre ainsi que neuf salles voûtées les surplombant à différents intervalles.
Les sources archéologiques remontent au début de notre ère, tandis que les sources écrites les évoquant courent, elles, du XVIe siècle jusqu'à nos jours. Dans l'état actuel de la recherche, leur fonction et leur contenu demeurent hypothétiques et font l'objet de spéculations.
L'annexe 2 de l'arrêté municipal no 505-89-12 du 22 février 1989, en restreint l'accès aux seules personnes habilitées (service des galeries, service archéologique). Depuis septembre 2024, la ville de Lyon et les cataphiles proposent chacun leur site pour visiter gratuitement les galeries depuis un navigateur.

## Origine
La datation par le carbone 14 de pièces d'échafaudage en bois retrouvées dans la maçonnerie,, ainsi que les fouilles opérées dans la deuxième moitié du XXe siècle font remonter la construction de l'édifice à la période antique, aux alentours du début de notre ère.
L'exemple des cuniculi étrusques, des portions souterraines de l'aqueduc du Gier et des qanàts en Gaule romaine, comme celui des Raschpëtzer, illustrent l'antériorité et la maîtrise de techniques de constructions souterraines par les Romains.

## Histoire

### De l'Antiquité au Haut Moyen Âge: prémisses d'un oubli multiséculaire
Pour l'heure, même si les artéfacts romains retrouvés durant les années 1960 semblent être des éléments présents en surface de la balme ayant été remblayés sous l'effet des effondrements successifs,, il peut être admis qu'elles sont connues et utilisées, même partiellement, au moins entre le IIe siècle et le Haut Moyen Âge, ; les sources écrites disponibles faisant état de tunnels ou de murailles romaines dans la colline débutent quant à elles au XVIe siècle.
Toutefois, dans l'éventualité où les arêtes auraient été contemporaines de la Citadelle de Lyon, comme le pensaient E. Bernot et al. en 2008, leur oubli aurait été compris au regard de la quasi damnatio memoriae ayant frappé la forteresse à son démantèlement ; les chercheurs n'en trouvant ni plans, ni documents techniques aux archives municipales de Lyon, du Rhône ou de la Défense,, ils ont dû se rendre à Turin pour trouver des archives relatives à cet ouvrage. Néanmoins, le fonds documentaire rédigé à partir des années 1930 (galerie Morin découverte en 1932) a pu être mis à leur disposition par la ville.

### DuXVIesiècleauXIXesiècle: des redécouvertes partielles
En supposant que ces galeries ont été édifiées à l'occasion de l'érection de la citadelle royale de Lyon (1564-1585), construite sur l’ordre de Charles IX, elles auraient pu en constituer un accessoire et y être reliées, même si les recherches ont montrés qu'aucun lien n'existait entre les deux. D'ailleurs, des commentaires du sac de la citadelle de 1585 évoquent la prise de l'éphémère place forte par « une ancienne caverne que peu de gens sçavoyent » qu'aurait emprunté le capitaine des arquebusiers de la ville. Cependant, il n'est possible d'attester formellement une première redécouverte des arêtes qu'en 1651, par le fontainier chargé du percement de la galerie d'alimentation de la fontaine de l'hôtel de Ville,.
Quelques années plus tard, dans son Histoire civile ou consulaire de la ville de Lyon, Ménestrier atteste la connaissance de souterrains, voûtes, restes d'aqueducs et de canaux « dans les caves de plusieurs maisons bâties sur la côte Saint-André ou Saint-Sébastien ».
Les travaux de construction des immeubles place Chazette (ex-place Saint-Clair) commencés en 1744 mettent au jour le débouché oriental du réseau que les promoteurs utiliseront pour le passage de l'eau. En 1766, l'abbesse du palais Saint-Pierre parle, à l'occasion des travaux de Jacques-Germain Soufflot, de « vestiges d'anciens murs de fondations de maisons, des puits et des caves placées au devant des remparts dans le lit du Rhône ».
Enfin, durant le XIXe siècle, les galeries intéressent les archéologues pour leur hypothétique fonction aqueductale ou leur relation avec l'Amphithéâtre des Trois Gaules.
En 1826, dans l'ancien clos des Colinettes, les frères Bodin, font constater à François Artaud ce qu'il d'écrit comme « d'épaisses murailles, des chambres souterraines » qui lui ont paru « appartenir à des fortifications antiques et à une source qui devait fournir de l'eau à ce lieu de défense ». Selon Emmanuel Bernot (2022), ce qu'Artaud identifie comme un « grand réservoir » pourrait être un réservoir alimenté par un ou plusieurs réseaux de galeries de captage souterrains situés en amont ayant pour fonction de redistribuer cette eau par gravité vers la presqu'île.

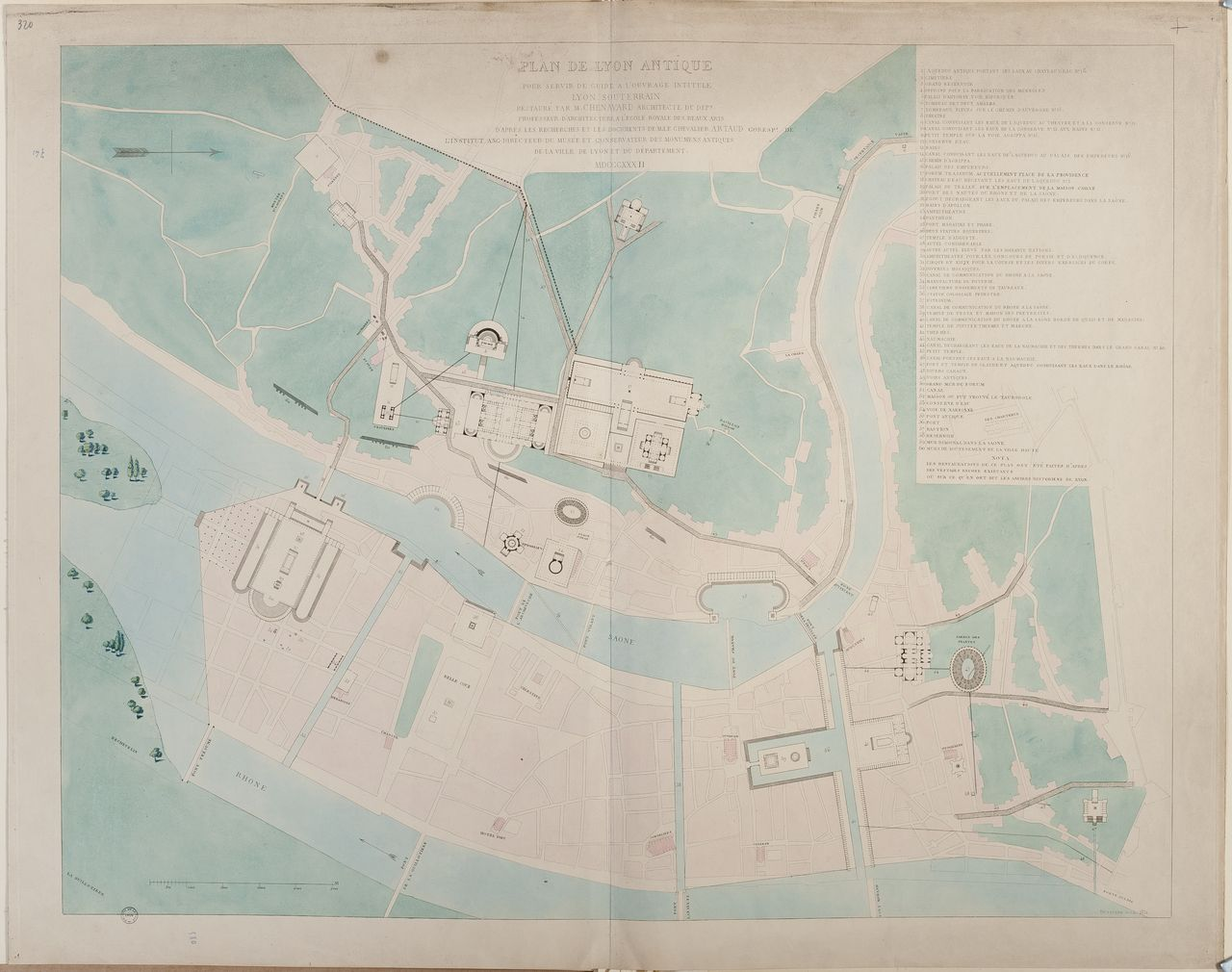
Carte de Lyon sous l'Antiquité, avec légende des différents lieux esquissée par A.-M. Chenavard.

Nonobstant, Artaud décrit également un canal-aqueduc qui lui avait été montré en 1827 sur une terrasse-jardin de la rue des Fantasques qu'il pensait pouvoir relier à l'amphithéâtre. Alexandre Flachéron (1840) réfute cette hypothèse et montre que ces segments observées rue du Commerce qui en sont originaires sont orientées vers le Rhône d'une part, et ne sont pas construites pour faire transiter de l'eau potable d'autre part, leur reconnaissant tout au plus une fonction d'égout.
Antoine-Marie Chenavard (1850) esquisse ces galeries dans l'ouvrage Lyon antique restauré d'après les recherches et documents de F. M. Artaud, les faisant se croiser avec l'artère principale des « arêtes de poisson »,. Dans son étude sur l'hypothétique aqueduc de Cordieux, Montauzan rapporte les propos de Martin-Daussigny (1863) qui y accède par la rue des Fantasques et le clos de l'ancien séminaire. Après la construction de l'église Saint-Bernard, en 1866, un affaissement du sol de la nef révèle la présence d'un puits carré et de galeries sous le nouvel édifice,,.

### AuXXesiècle: la redécouverte du réseau

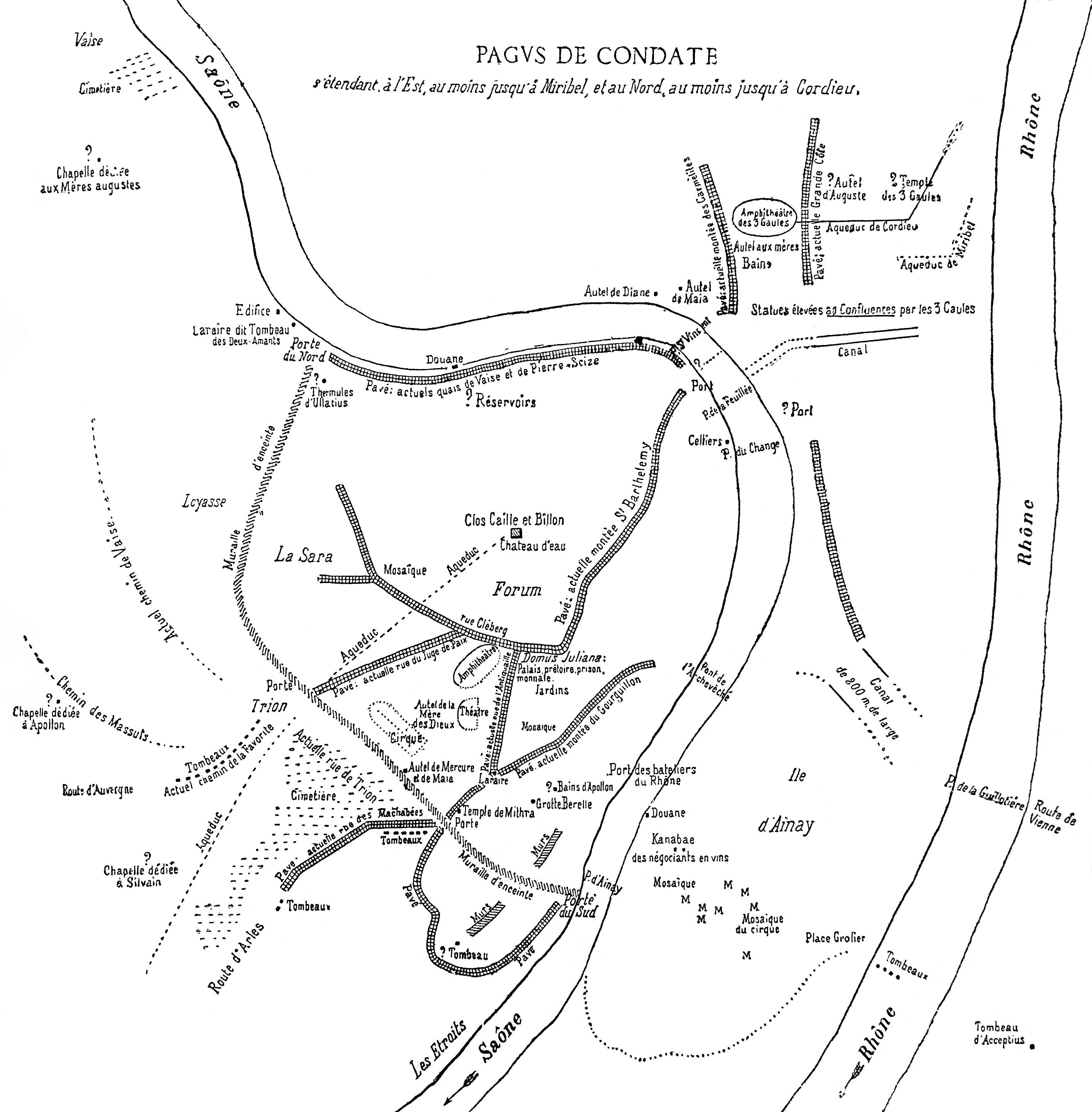
Plan de Lyon antique montrant le tracé des aqueduc de Miribel et Cordieu, par A. Allmer et P. Dissard (1890).

Au cours du XXe siècle, ces sous-sols lyonnais continuent d'intéresser les scientifiques, bien que partiellement. Camille Germain de Montauzan poursuit les études entreprises par ses collègues, Amable Audin n'en fouillera qu'une partie à deux reprises, ce sont les agents chargés de repérer et bétonner les galeries dans les collines de Lyon qui redécouvriront le site.

#### Redécouverte de l'extension nord (1932, 1941, 1950)
Durant l'année 1932, les services de voiries sont informés qu'une portion de l'antenne sud court sous la rue des Fantasques, elle sera nommée « galerie Morin ». Ils remarquent que de l'eau s'écoule de sa voûte et qu'une partie était utilisée par les habitations des pentes. Cette découverte parcellaire précède celle de 1941, durant le percement du tunnel de la Croix-Rousse qui endommagera les extrémités de deux galeries des « arêtes de poissons ». Sans prendre conscience de l'ampleur du site, leurs extrémités seront simplement rebétonnées.
À la faveur de nombreux effondrements du sol, une nouvelle série de découvertes vont débuter. En mars 1950, c'est pendant qu'un garage se construit, entre l'immeuble du no 10 de la rue des Fantasques et le mur qui soutient la rue Magneval, que Pierre Willeumier découvre à 6,5 m du niveau actuel : deux murs antiques perpendiculaires entre eux, qui ne seront pas étudiés, et le corps d'un soldat romain mort durant la bataille de Lugdunum, avec un riche mobilier et des monnaies datant de la fin du IIe siècle,,.

#### Redécouverte du réseau (1959-1968)

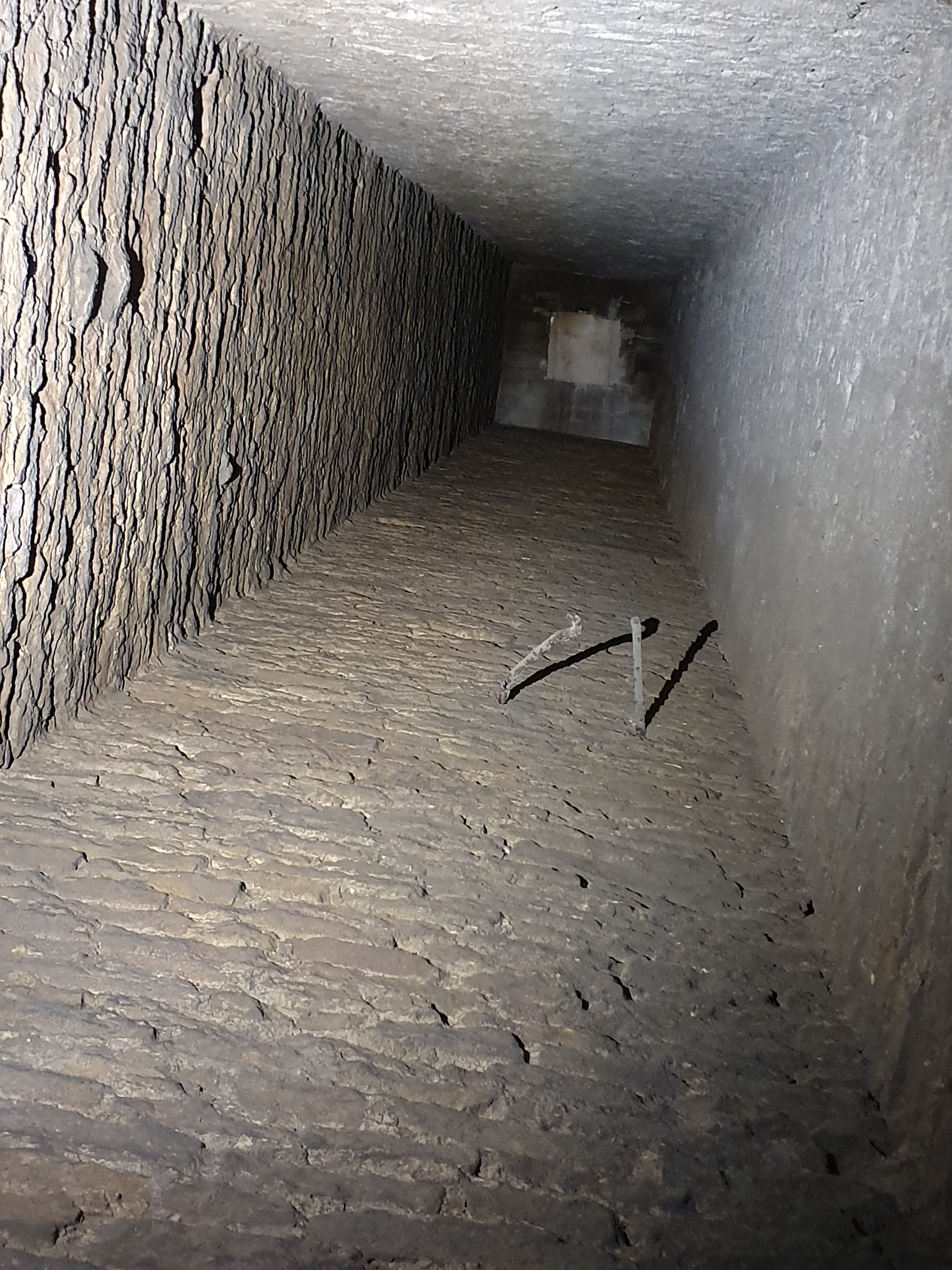
Le puits de la rue Grognard conservé dans son état d'origine, juin 2020.

Durant la décennie, de réguliers affaissement de la chaussée sont rapportés aux services compétents de la ville, majoritairement à la jonction des rues Grognard et des Fantasques,.

Amable Audin nous informe qu'au mois de juillet 1959, à la suite de nouveaux tassements dans ces mêmes rues et pour éviter de nouveaux éboulements dans la ville, les services municipaux sondent les galeries et révèlent l'ensemble de l'édifice connu aujourd'hui sous le nom des « arêtes de poisson ». L'extraction des déblais permet à la fois de rejoindre la galerie Morin et de faire la jonction avec le puits rue Magneval. Leur état général a été qualifié de mal conservées, avec du sable s'écoulant des fissures, le remblai des puits éboulés envahissant également les galeries voisines. Les tronçons menaçant de s'écrouler sont confortés par du béton, certains vestiges, comme 4 à 5 m3 d'ossements découverts durant l'année laissés sur site. Ne parvenant ni à dater l'édifice au travers des sources, ni même à déterminer la fonction qu'il remplissait ou ce qu'il avait pu contenir, Amable Audin affirme comme ses prédécesseurs qu'il ne s'agit pas d'un ouvrage antique.

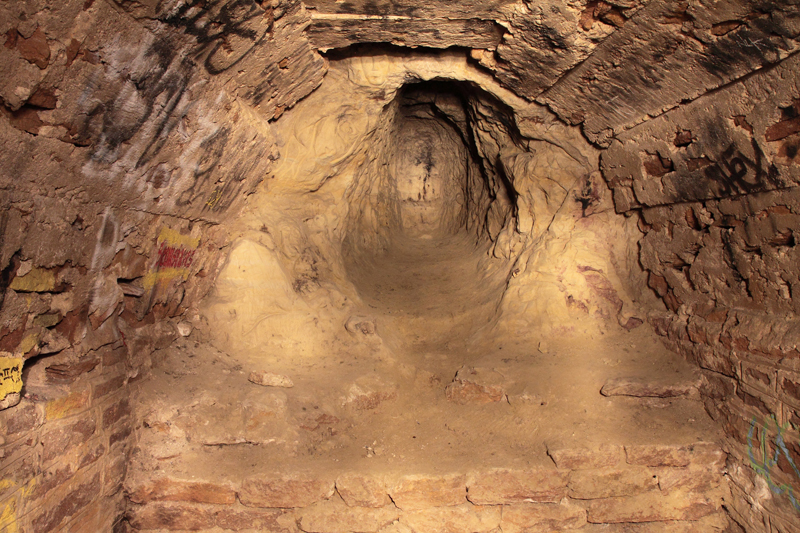
Creusement de l'extrémité d'une arête à la recherche d'un éventuel double fond, mars 2011.

Le 13 janvier 1961, le puits rue des Fantasques est déblayé, et on découvre dans les parties les plus basses des artéfacts gallo-romains, parmi lesquels : des céramiques, des outils en bronze antiques ainsi que la moitié d'une couronne de laurier en bronze encore recouverte d'or. Amable Audin rattache ces vestiges antiques à des statues de Victoires retrouvées dans la Saône qui auraient probablement orné l'autel du Sanctuaire fédéral des Trois Gaules qui figurent sur les monnaies romaines, ; ils sont depuis conservés au musée gallo-romain de Lyon-Fourvière. Les auteurs de l'article remarquent néanmoins que les matériaux et les déchets modernes auxquels ils étaient mêlés provenaient vraisemblablement des grands travaux du XIXe siècle (agrandissement du chœur de l'église Saint-Polycarpe, abaissement de la rue Burdeau, ouverture de la tranchée du funiculaire) ainsi qu'au comblement du « système des Fantasques ».
La même année, le service des galeries est appelé pour un fontis apparu dans une cave de la rue des Fantasques et qui révèle la présence d'un puits redonnant accès, une fois déblayé, à la galerie découverte en 1932, leur valant le nom de réseau des Fantasques.
En 1962, c'est le puits rue Magneval qui sera déblayé et bétonné. À partir de 1963, les explorations révèlent de nouvelles salles souterraines, montée Saint-Sébastien (1964) et rue Grognard (1965), et des portions d'antennes sous l'église Saint-Bernard (1968). Depuis, les explorations semblent s'arrêter et le réseau présente l'extension qu'on lui connait aujourd'hui.

#### Le temps des cataphiles

Situation des galeries sous les pentes de La Croix-Rousse.

À la suite des chantiers de bétonnage, le site attire les curieux et des amateurs d'exploration urbaine et d'art urbain. Durant l'année 1989, un groupe de cataphiles pénètre dans les galeries, l'un d'eux chute d'une hauteur de 15 m. Depuis cet accident, la municipalité interdit au public l'accès à tous ses souterrains par l'arrêté municipal no 505-89-12 du 22 février 1989 (annexe 2).

Toutefois, en 1994, Jean-Luc Chavent (ex-journaliste TLM) et Régis Neyret (président de l'association Patrimoine Rhônalpin) souhaitent aménager le réseau pour l'ouvrir au public, sans succès. Les galeries passionnent, aujourd'hui encore, et l'annonce du percement d'un second tunnel entoure d'une certaine effervescence les arêtes de poisson. Des écrits de cataphiles, des articles de presse, des reportages radiophoniques, des conférences soutiennent l'intérêt du public pour ces souterrains. Le 28 septembre 2007, la presse locale se sera fait l'écho de Jean-Luc Chavent pour ses projets de pétition et d'inscription des galeries à l'UNESCO,.

### AuXXIesiècle

#### Diagnostic archéologique préventif de 2008
Grâce à cela, en décembre 2007, le Service régional de l’archéologie en Rhône-Alpes prescrit une étude détaillée du réseau souterrain afin de « mettre en évidence la nature et de préciser la datation des ouvrages repérés »,. Cette réalisation est attribuée le 11 juin 2008 au Service archéologique municipal de la ville de Lyon, en collaboration avec l'Unité Galerie de la Communauté urbaine de Lyon (office chargé de la surveillance et de l’entretien des galeries souterraines), avec Emmanuel Bernot désigné comme responsable scientifique.
La période de fouille courant de juin à juillet 2008, les archéologues découvrent deux nouvelles galeries parallèles s'étendant apparemment sur plusieurs kilomètres (dont huit salles voûtées) et qui vont du secteur des Fantasques à la rue de Crimée, ainsi que quelques petits morceaux d'os (trop petits pour être datés) et des céramiques du IIe siècle dans les galeries de 1959. Sans pouvoir formellement dater l'édifice, la cohérence de l'ensemble fait dire que la structure a été construite à l'occasion d'une seule et même campagne de construction,. Ainsi, ils proposent que le site remplissait une fonction militaire et était rattaché à la citadelle Saint-Sébastien (1564-1585),. Pour eux, ces deux nouvelles galeries auraient servi à relier l'extérieur de la citadelle (rue des Fantasques), à l'intérieur (rue de Crimée), et les galeries découvertes en 1959 à la relier au Rhône.
Alors que des cataphiles réclament de savoir ce qui est advenu des ossements réputés avoir été murés, l'équipe d'archéologue soutient qu'aucun amas d'ossement n'a été retrouvé lors de cette campagne et que les arêtes étaient toutes de tailles semblables. Un chantier de fouille au no 2 place Chazette, en 2012, permettra de tisser un probable lien entre eux et un espace funéraire attesté de la fin du IIe siècle, là où les cendres de Sainte-Blandine auraient été dispersées, qui aurait soit été réactivé, soit qui aurait perduré durant le haut Moyen-Âge.
Un an plus tard, durant les analyses post-fouilles, ils déterminent la provenance des pierres de construction autour des monts d'Or (au nord de Lyon) d'une part, et des carrières du Mâconnais (rives droites de la Saône) d'autre part. Le double tunnel de la Croix-Rousse allant entraîner la destruction d'une partie de l'édifice, la mission archéologique a réalisé des plans en trois dimensions,.
En 2013, une datation par le carbone 14 de pièces d'échafaudages en bois laissées dans la maçonnerie fait remonter la construction de l'édifice à la période antique, entre le IVe siècle av. J.-C. et le début de notre ère,.
Si cette première campagne ouvre la voix à de nombreuses autres fouilles, des projets collectifs de recherche verront le jour, aboutissant à de premières tentatives de patrimonialisation.

#### Dans laculture populaire
Le mystère qui nimbe le site est propice à l'imagination. Ainsi, l'ouvrage de Walid Nazim est une première enquête qui se veut sérieuse, mais mêlant les connaissances de l'époque à certains mythes,. De nombreux auteurs, lyonnais pour la plupart, s'en inspireront pour placer leurs intrigues policières au cœur même des Arêtes,,,,.
Forts des derniers travaux archéologiques, Serge Annequin et Michael Mignet livrent une synthèse, en BD, qui présente « les acteurs clés, les multiples théories et l'ensemble des connaissances réunies sur le sujet ».

## Description

### Description commune
Dans les « arêtes » et les « antennes », les galeries font en moyenne 2,2 m de hauteur et 1,9 m de largeur. Totalisant trente-quatre galeries, elles peuvent être découpées en deux systèmes reliés entre eux par une galerie de liaison longue de 123 m. Le réseau est organisé en tronçons, les uns à l'aplomb des autres, et s'étend d'est en ouest depuis le plateau de la Croix-Rousse jusqu'à la rive droite du Rhône. Des puits les relient à la surface, ceux-ci ayant vraisemblablement servi de repères topographiques, à évacuer les déblais, descendre les matériaux de construction et les ouvriers, voire à ventiler les cavités durant le chantier,.
Une analyse réalisée en 2024 rend compte d'une importante contamination des sols au plomb.

Forme générale des galeries sous les pentes de la Croix-Rousse.

### Les «arêtes»
Dans les « arêtes de poisson » stricto sensu, on retrouve deux « colonnes vertébrales » distantes de 9 m, l'une au-dessus l'autre.
Au total, près de 1,4 km de galeries et 480 m de puits qui ont été creusés et maçonnés dans ces premières cavités, même si depuis le percement du second tunnel de la Croix-Rousse, quatre arêtes et une petite partie de la colonne vertébrale ont été détruites, soit près de 70 m de galeries. Celles sous le niveau du Rhône étant encore quant à elles conservées.

#### «Colonne vertébrale» supérieure

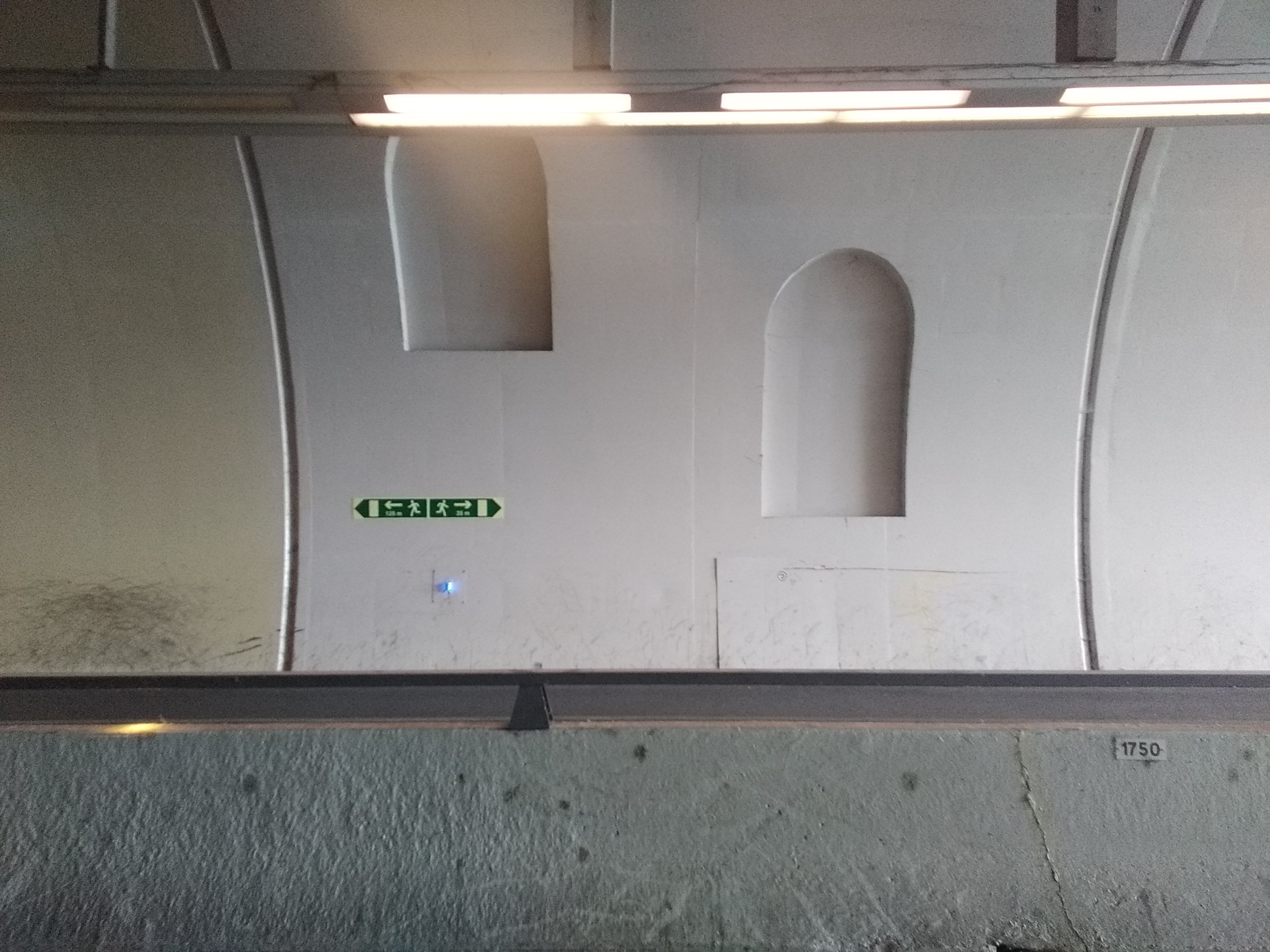
Arêtes visibles dans le second tunnel de la Croix-Rousse, septembre 2022.

La « colonne vertébrale » supérieure, la plus longue, mesure 156 m. Elle est marquée par trois coudes successifs ainsi que trente-deux galeries organisées par paires, longues d'environ 30 m et terminées en cul-de-sac, reliées à la surface par seize puits carrés placés à la jonction des arêtes. Leur hauteur peut varier entre 8 m de profondeur sous la rive, 25 m sous la rue des Fantasques et 21 m sous la rue Magneval. L'extrémité orientale du réseau se termine par un long boyau parallèle à la berge du Rhône, aujourd'hui sous les eaux du Rhône et noyé par celles-ci (artificiellement surélevées depuis les années 1960).

#### «Colonne vertébrale» inférieure
La « colonne vertébrale » inférieure double sa jumelle depuis le puits situé rue Magneval, jusqu'au quatorzième jeu d'arêtes, les premières sont construites sous la rive du Rhône.

### L'extension nord

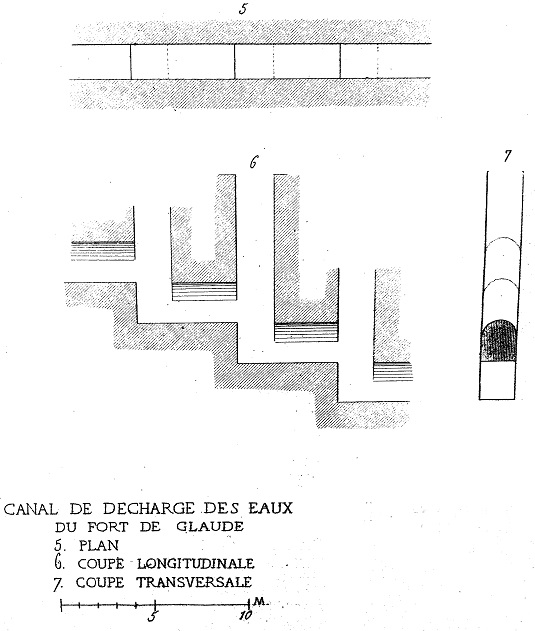
Gravure des galeries de l'extension nord, par Chenavard, en 1850.

#### Les antennes nord et sud
Une deuxième paire de galeries est connectée aux arêtes de poisson. L'antenne nord mesure près de 215 m et comporte onze puits, tandis que l'antenne sud est conservée sur 296 m et comporte près de vingt-trois puits, dont l'un se raccorde aux « arêtes ». L'une et l'autre sont respectivement à près de 7,5 m et 17 m de profondeur et espacées sur 12 m. Tout comme les arêtes, elles sont aussi composées de tronçons horizontaux, disposés également en escalier et perpendiculaires les uns par rapport aux autres.
Les deux « antennes » se prolongeaient vers l'ouest au-delà de la rue Vaucanson, dans l’ancien tènement Bianchini-Ferier (entre les écoles Aveyron et Raoul Dufy).

#### Les salles
Sept salles voûtées relient les antennes nord et sud, dont deux intégralement conservées ; bien que neuf salles existent toujours, les deux situées à l'extrémité orientale des antennes s'étendent jusqu'à des « embryons de galeries ». Chacune d'elles mesure 3,75 m de large et est surmontée de deux voûtes en berceau, surmontées d'un puits carré à leur extrados et au sol pour communiquer avec la galerie du bas. Leur épaisseur pouvant varier de 25 cm à 75 cm, voire 1 m en certains endroits.

### Galeries orientales
Un boyau attaché à la colonne vertébrale centrale, construit au XVIIIe siècle, raccorde ces galeries, inondées par les aquifères, au reste du réseau par l'une des colonnes vertébrales. On y retrouve trois galeries : deux parallèles, s'étendant d'est en ouest sur 36 m ; une troisième galerie, perpendiculaire aux deux autres, s'étendant sur 77 m.
Malgré des matériaux et des techniques de construction similaires au reste du réseau, elles semblent être distinctes du « système des Fantasques », avec une hauteur de 3,10 m.

## Les matériaux de construction

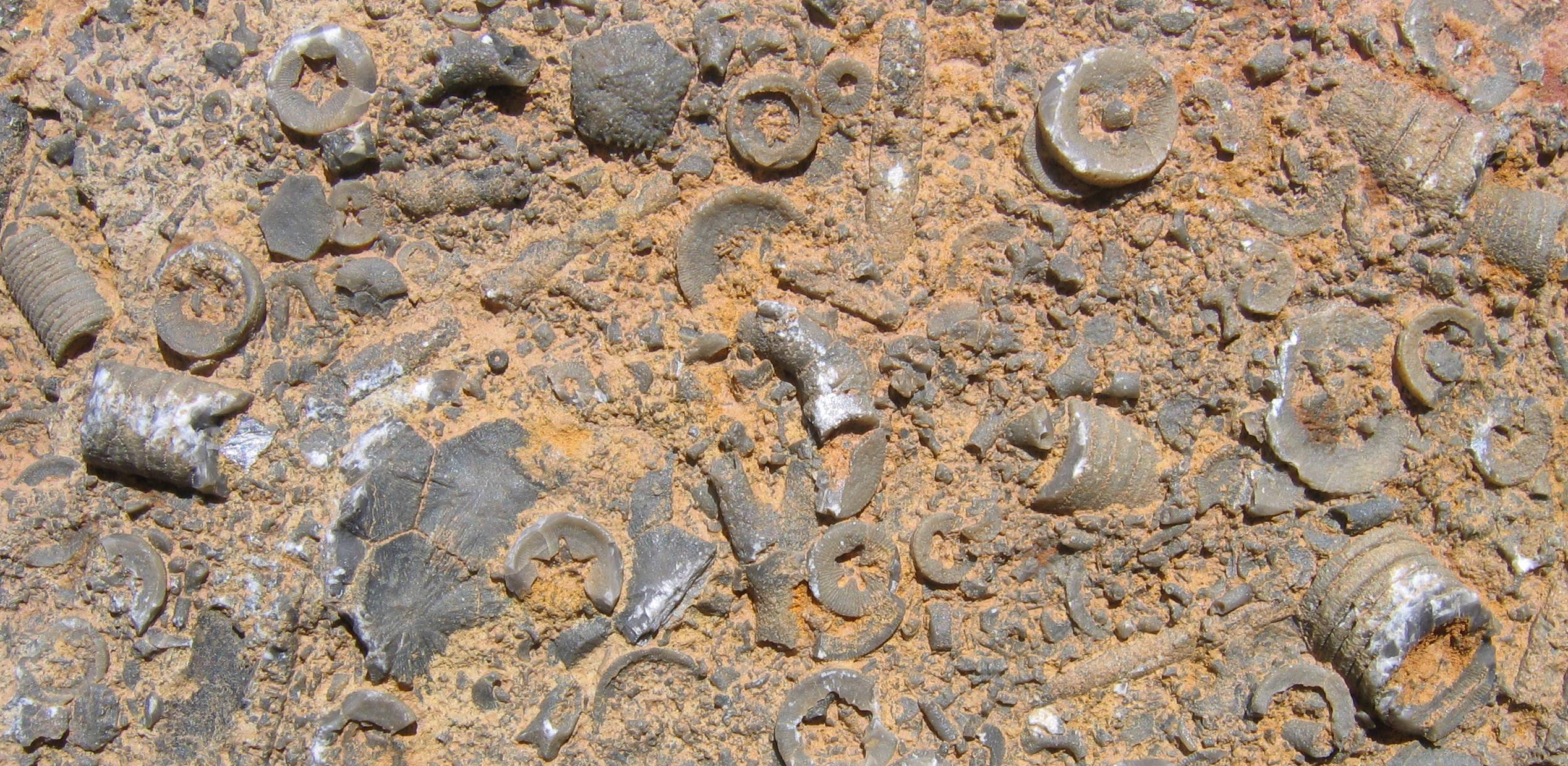
Calcaire à entroques.

Les pierres de maçonnerie sont principalement composées d'un calcaire d'accumulation à grosses entroques de couleur beige à rouge que l'on retrouve dans le val de Saône, aux environs de La Salle, à 13 km au nord de Mâcon, d'où elles auraient pu être transportées par voie fluviale ou terrestre. On remarque également un rare emploi de blocs de grès (provenant du chantier), de lits silicifiés, et quelques moellons de gneiss.

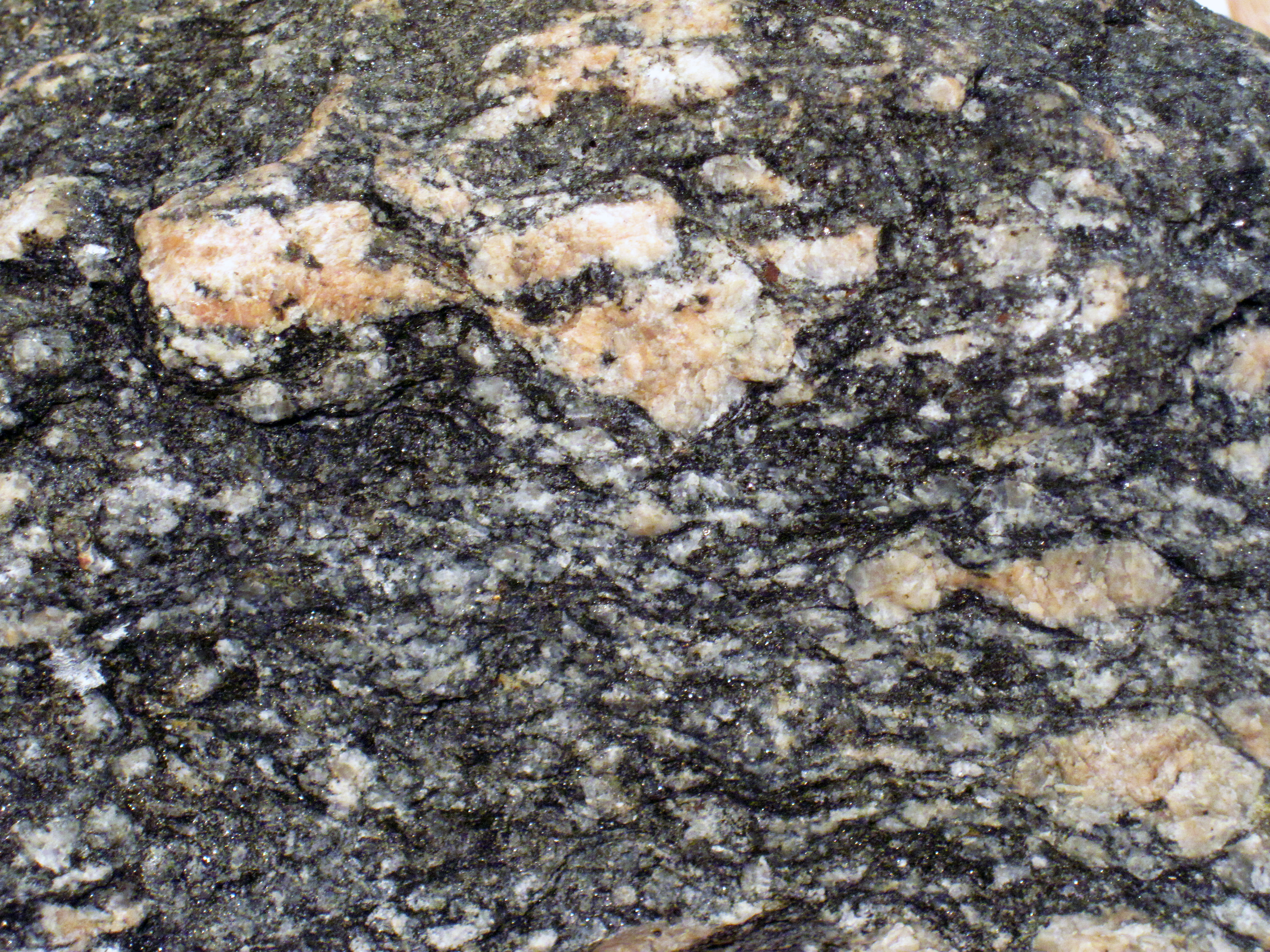
Échantillon de gneiss.

Le sol des galeries est composé d'un radier en hérisson recoupé d'une chape de mortier qui assure le maintien des parois et draine les eaux au pied des murs. Ce sol est composé de divers matériaux (calcaires, galets, granite, gneiss, fragments de briques et de tuiles) sur une épaisseur variant de 10 cm à 70 cm. Le sol des salles nord est composé de tuileau servant à limiter les remontées d'eau par le sol.
L'ensemble des galeries (« colonnes vertébrales », « arêtes », « antennes », salles et puits) ont toujours ou ont eu leurs joints beurrés et soulignés à la pointe de truelle. Le liant utilisé dans les murs est un mortier de chaux dont l'agrégat est constitué d'une bonne part de sable fin, d'une part plus faible de sable moyen et de petits graviers et d'une plus petite part, mais homogène, de charbon de bois et de tuileau. Un mortier de parement a été rajouté à l'arête des murs et des voûtes, là où figurent de nombreuses inscriptions,,.

## Géomorphologie
L'histoire des galeries antiques de la Croix-Rousse est aussi liée à l'évolution du sous-sol dans lequel elles reposent et que la géomorphologie tente de reconstituer.

### Contexte géologique

#### Stratigraphie
La colline de la Croix-Rousse naît d'un fossé d'effondrement, survenu au début du tertiaire (Oligocène), entre le Massif Central et les Alpes, qui se comblera jusqu'au Pliocène. Le site de la Ville de Lyon actuelle devenant alors successivement le delta d'un lac ou l'embouchure d'une mer, dite « des Molasses ». L'est de l'agglomération est installé sur un empilement de sédiments marins et littoraux, puis lacustres, deltaïques et enfin continentaux. De la fin du Miocène et durant le Pliocène, des argiles et du comblement de matériaux alpins vont venir s'y déposer. Un réseau hydrographique s'installe et va commencer à façonner le relief que nous connaissons aujourd'hui. Au cours du Quaternaire, des pulsations du glacier alpin rejoindront les rives du Rhône, jusqu'au piémont centralien. Lors du retrait glaciaire, des dépôts éoliens (lœss et loam) saupoudrent les moraines et les reliefs périphériques, l'érosion fluviale façonnant le relief actuel.
Bien que la colline de Fourvière et de la Croix-Rousse soient proches, la dernière se caractérise comme étant un plateau de moraine constitué à l'ouest par des affleurements de socle gneissique et à l'est par des matériaux argileux du Miocène qui suivent la dynamique du fossé. C'est en partie ce substrat géologique qui a été observé pendant le creusement du second tunnel de la Croix-Rousse et c'est cette nature principalement argileuse qui expose les sous-sols des balmes lyonnaises à d'importants risques de déséquilibre (fluage, éboulement rocheux), argiles qui entourent le réseau antique.

##### L'aquifère
De plus, la colline de la Croix-Rousse possède des ressources aquifères particulièrement abondantes dans sa partie orientale (côté Rhône), situées entre les cotes altimétriques 175 et 230 m NGF (entre 20 et 85 m en dessous de la surface). Durant l'Antiquité, des galeries de captage auraient permis d'alimenter ou de compléter le réseau d'eau au bas des pentes (fontaines, établissements thermaux, réservoirs, citernes, bassins domestiques ou artisanaux).

### Analyse
Depuis les années 1930 jusqu'en 2017, un fontis sur trois a été causé par des effondrements de galeries. Les fuites de réseau d'eau et les grosses pluies représentent quant à elles deux causes sur cinq ; l'effondrement d'anciens puits représentant la troisième cause majeure. Si aucune précision n'est donnée sur la localisation précise des dites galeries, près de huit fontis dans le secteur des Fantasques ont été répertoriés sur la même période. Aussi, lors du percement du second tunnel de la Croix-Rousse, de nombreuses altérations du sous-sol ont pu être notées ainsi qu'une faille à 18 m de la tête Est du chantier.

## Interprétations

### L'hypothèse médiévale

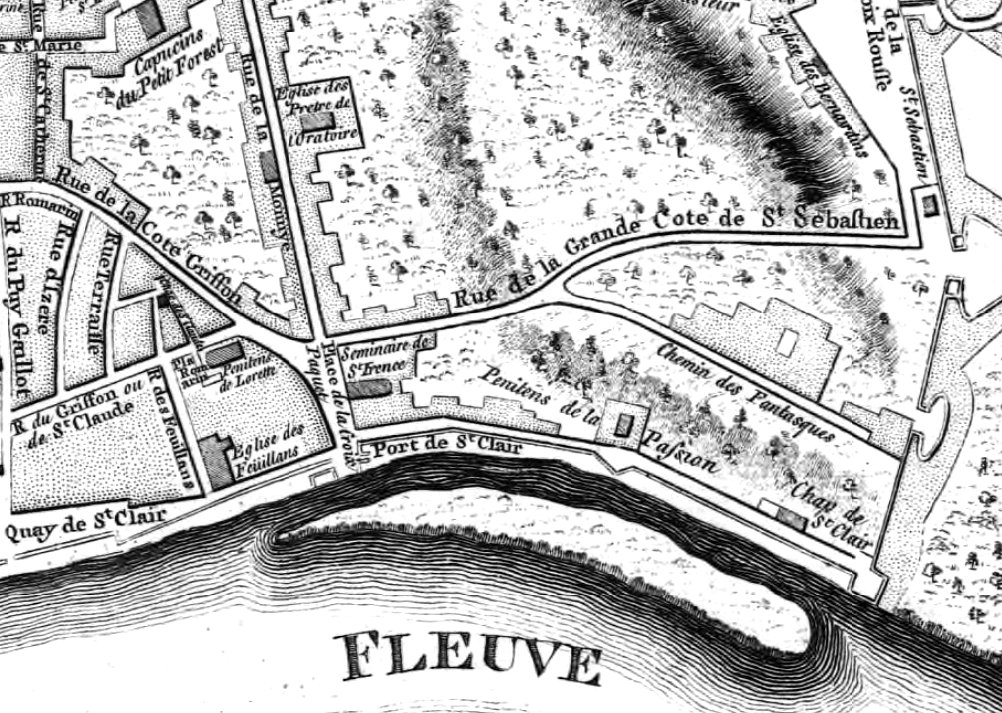
Plan de Lyon de 1746 faisant apparaître le chemin des Fantasques et le séminaire Saint-Irénée.

En 1908, Camille Germain de Montauzan cite, dans sa thèse Les Aqueducs antiques de Lyon, ce qui était considéré comme la seule portion observable de l'aqueduc de Cordieux ayant pu alimenter l'amphithéâtre des Trois Gaules « par la rue des Fantasques et le clos de l’ancien séminaire [actuelle place Croix-Paquet] ». Sur la base des observations d'Alexandre Flachéron, il réfute cette hypothèse car la pente « sur ce souterrain observé sous plusieurs maisons de la rue du Commerce et allant vers le Jardin des Plantes » se dirige vers le Rhône, soit à l'opposé de l'amphithéâtre. De plus, en l'absence de ciment de tuileau habituellement utilisé par les Romains dans leurs aqueducs, comme Flachéron, il leur reconnaît à peine une fonction d'égoût si elles avaient été romaines, ce à quoi il s'oppose au motif que les procédés ne sont pas ceux employés habituellement par les Romains. Depuis, il est admis qu'à leur origine, les galeries n'ont pas servi à transporter de l'eau, fonction qu'elles ne remplissent que depuis le XVIIe siècle,.
Sur la base de ces premières informations, au commencement des fouilles menées en 2007, les archéologues admettaient que les Arêtes pouvaient être constitutives de la citadelle de Lyon, construite dans l'enceinte de la ville.
En 2011, Walid Nazim, co-auteur de Recueil du Lyon souterrain (E. Fuster, 2006), publie L'Énigme des arêtes de poisson. Considérant que la datation au XVIe siècle était peu argumentée, il s'inspire d'une hypothèse formulée par Cochard pour défendre une hypothèse de construction autour du XIIIe siècle par Guillaume de Beaujeu (12??-1291) qu'il prend pour le seigneur de Miribel. Il soutient qu'il s'en serait servi pour entreposer le trésor des Templiers, ; se basant pour cela sur des comparaisons directes et des légendes. Cette interprétation ignore l'histoire de la famille de Beaujeu — seuls Humbert V et sa descendance ont été seigneurs de Miribel— et les règles de l'ordre du Temple pour qui il fallait être libre avant d'y entrer. Aussi, à supposer que les Sarrasinières servaient bien à se déplacer, Cochard admettait qu'elles n'auraient pu permettre que de discrets déplacements de Miribel jusqu'au devant des remparts.

### L'hypothèse antique

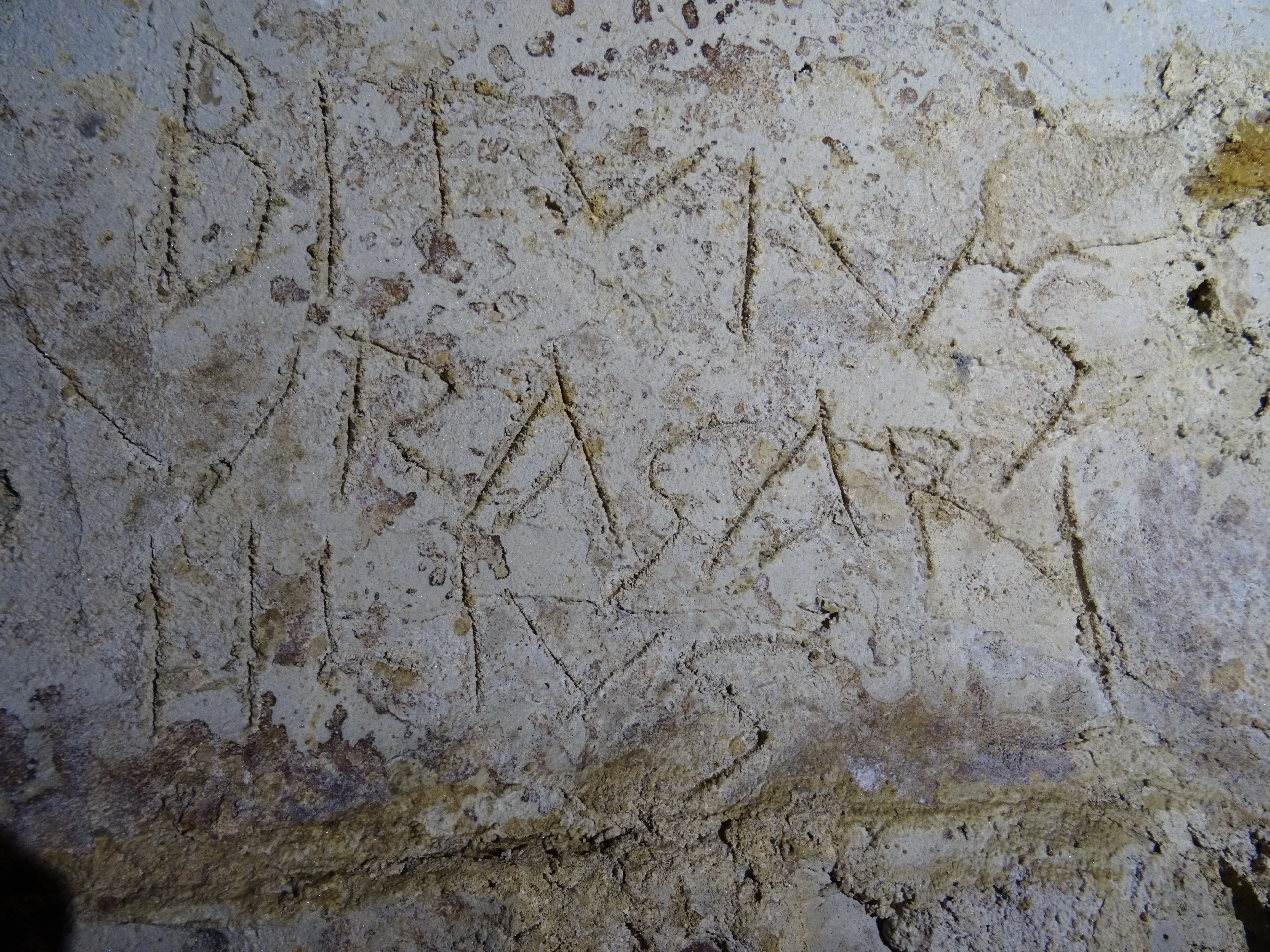
L'une des inscriptions tracées dans le mortier encore frais.

Eu égard aux graffitis à consonance latine retrouvés dans le mortier et aux différents artefacts de la période romaine retrouvés dans les galeries au cours des précédentes fouilles, la thèse médiévale de W. Nazim suscite le scepticisme du service archéologique de la ville de Lyon : « Le mystère ouvre la porte à l'imagination, mais pas forcément à la certitude scientifique. Je ne sais pas sur quelles données factuelles s'appuie Walid Nazim. Si je n'adhère pas à sa thèse, elle a le mérite d'être communiquée au public, ce que nous avons sûrement eu tort de ne pas faire assez », déclare la directrice du service archéologique dans une interview accordée au média Rue89 Lyon.
En 1895, André Streyret expliquait pourquoi les Romains criblèrent la colline d'un réseau de canaux sous l'amphithéâtre des trois Gaules : « Les hauteurs de Fourvière et de la Croix-Rousse sont formées d'alluvions glaciaires qui jouent pour ainsi dire le rôle d'éponges. Les eaux de pluie sont absorbées par ces terrains à travers lesquels elles filtrent et s'épanchent ensuite en une multitude de petites sources, qui coulent sur toutes les pentes  des deux coteaux. Ces masses d'eau suintant de toutes parts, outre qu'elles entretiennent une humidité défavorable à la santé, finissent par dégrader le sol peu consistant qu'elles minent, et à chaque instant des blocs considérables se détachent du flanc de nos coteaux, incessamment morcelés et ruinés par cette lente dissolution. Ce fut donc et par mesure de salubrité et aussi de conservation, que les Romains criblèrent nos deux collines d'un réseau de canaux de drainage. »
En 2013, les archéologues de la ville de Lyon publient les résultats de datations par le carbone 14 opérées par deux laboratoires sur des charbons prélevés en plusieurs points du mortier. La thèse antique devient alors la plus probable : « Sur les quatre échantillons analysés, trois datent du changement d'ère et le dernier du IIIe ou IVe siècles av. J.-C. ! ». De nouveaux résultats d'analyses, publiés en 2021, confortent ces premières données, localisant la construction de l'ensemble entre 40 av. J.-C. et le milieu du Ier siècle.

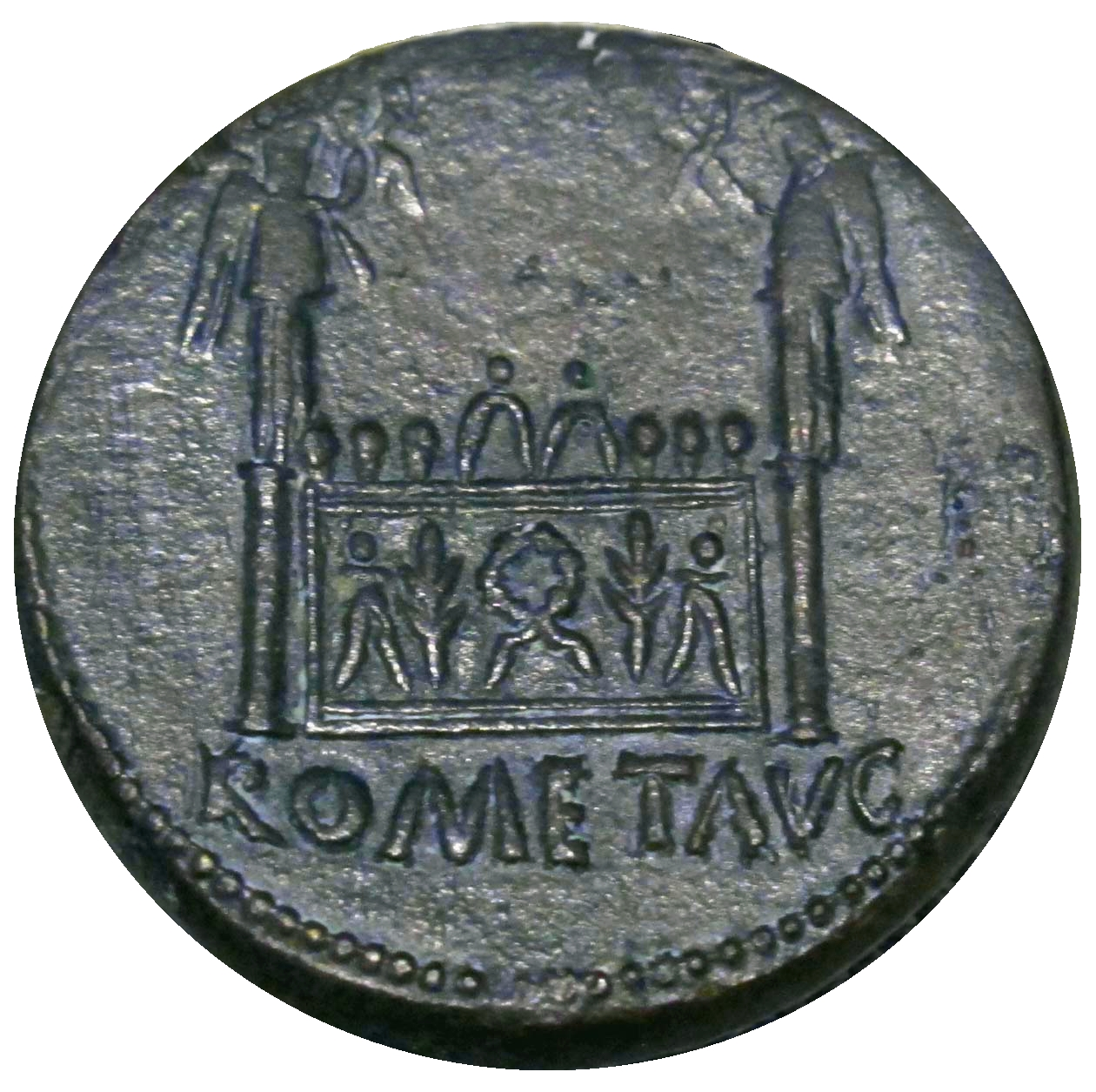
Sesterce du règne d'Auguste, frappé à Lugdunum en 10-14 ap. J.-C.

En tenant compte du contexte archéologique et historique déjà connu, les historiens avancent de nouvelles pistes de réflexions. La localisation à Lugdunum du siège des administrations monétaires et fiscales permet d'avancer l'idée que les Arêtes servaient probablement de lieu de stockage de matières premières servant à la confection de monnaies, voire à stocker les monnaies du Thesaurus de Lugdunum. Pour Cyrille Ducourthial, qui dirige le service archéologique municipal, « Les deux grandes hypothèses sont celles d’un lieu de stockage de métaux pour l’atelier monétaire de Lyon ou de denrées alimentaires pour le sanctuaire des Trois Gaules ».
En 2018, une campagne de datation des Sarrasinières situe les deux édifices au sein d'une même période (entre le Ier siècle av. J.-C. et le Ier siècle de notre ère). Dans le même temps, une analyse pétrographique confirme l'emploi pour les deux réseaux du même type de pierres de construction (calcaire rouge) et de leur provenance d'un même gisement (au nord de Mâcon). Il est alors permis de penser que les sites étaient connectés, voire qu'ils partageaient les mêmes fonctions,. Si ces résultats montrent « la parfaite compatibilité des ouvrages [galeries en arêtes de poissons et Sarrasinières] entre eux » (C. Ducourthial, 2022), ceux parus en 2022 font apparaître que les Sarrasinières ont servi de structure souterraine à une route et/ou des bâtiments au bord du Rhône. Leur connexion pourrait donc n'être qu'en surface.

## Le projet collectif de recherche

### Objectifs

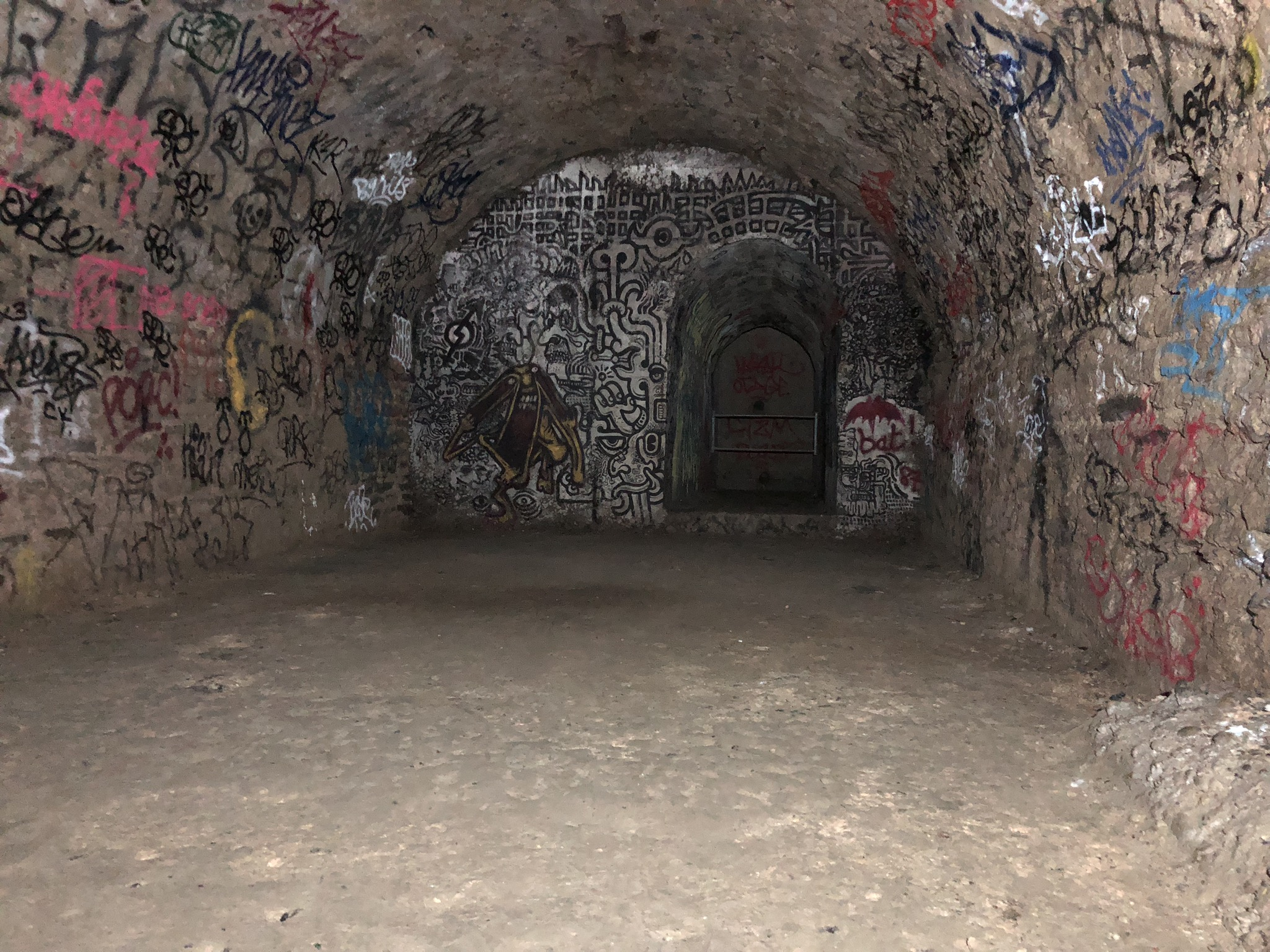
La salle no 6 de l'extension nord du réseau.

Dans la continuité des études menées depuis 2007, un Projet collectif de recherche (PCR) intitulé « Galeries antiques de la rive droite du Rhône à Lyon et en amont » est mis en place et porté par la Ville de Lyon en 2018. Son but est de coordonner les recherches pluridisciplinaires menées sur les deux réseaux souterrains des « Arêtes de poisson » et des « Sarrasinières ».
Dans un premier temps, il a pour principal objectif de préciser la datation des deux ouvrages, d'identifier la provenance des matériaux de construction et de statuer sur leurs liens fonctionnels et structurels. Ensuite, il doit permettre de reconstituer la nature du sous-sol dans lequel ces souterrains ont été construits ; de déterminer le contexte archéologique et historique de leur construction et de leur abandon. Enfin, le PCR doit parvenir à déterminer la fonction de ces galeries.
L'entreprise finale est la patrimonialisation de ce site archéologique unique pour le monde romain ; les premiers résultats sont d'ailleurs visibles lors du parcours permanent du musée gallo-romain de Fourvière. Dans le cadre du premier budget participatif de la ville de Lyon annoncé en décembre 2022, la visite virtuelle des arêtes est disponible depuis le 17 septembre 2024 sur internet,,,,.

### Les acteurs
De nombreux acteurs de la recherche publique comme privée sont parties prenantes de l'opération, comme la Maison de l'Orient et de la Méditerranée, la DRAC-AURA, la ville de Lyon, le CNRS, l'INSA de Lyon et le cabinet de géométrie Operandi (modélisation 3D). Ils sont rejoints courant septembre 2022 par le studio GALERI3 (Galeries Antiques de Lyon : Exploration et Restitution Informatique 3d), via le Labex « Intelligence des Mondes Urbains » de l'université de Lyon. Celui-ci rassemble des universitaires qui vont étudier la colline de la Croix-Rousse dans sa géologie, son hydrogéologie, sa géoarchéologie, sa paléo-hydrologie, sa géochimie et sa géohistoire.

### Résultats
Ainsi, entre 2019 et 2021, un premier modèle 3D des galeries est réalisé au moyen de la numérisation lasergrammétrique. Une partie de ce travail aura été réalisée par un groupe d'étudiants de l'École centrale de Lyon avec le service archéologique de la ville de Lyon ainsi que par le cabinet Operandi. La présentation de leurs résultats s'est tenue le 10 novembre 2021, à l’université Lyon 3. Ce modèle numérique a révélé des erreurs dans le plan de masse, de même que plusieurs dizaines de nouveaux graffitis.
De même, une campagne de prospection thématique sur les anciennes galeries de captage d’eau permet le dégagement d'un réseau de galeries de drainages antiques sous la Croix-Rousse, celui de Diderot-Vaucanson. Une opération menée dans le Mâconnais a permis de retrouver un faciès de calcaire rouge très proche de celui des pierres de construction des galeries. Enfin, un premier modèle numérique du sous-sol reconstitue l'environnement naturel des galeries.
Les premiers résultats de ce PCR sont présentés le 17 juin 2022. À cette occasion, les acteurs en présence hypothétisent un usage fiscal ou monétaire des arêtes.

## Patrimonialisation du site archéologique
L'un des buts du PCR « Galeries antiques » était de parvenir à patrimonialiser les galeries antiques de Lyon. Depuis 1989, l'ensemble des galeries souterraines de l'agglomération lyonnaise est interdit d'accès au public, raison pour laquelle Jean-Pierre Chavant réclamait depuis les années 1990 que les arêtes soient rendues accessibles au public, comme cela a été le cas à de rares occasions. Depuis les fouilles préventives de 2008, la modélisation 3D était seulement visible dans des reportages et au musée gallo-romain de Lyon. Une première mention de visites virtuelles est évoquée en 2017, une seconde en 2022.
Il faudra encore attendre le mois de mars 2024 pour qu'elles soient directement inscrites dans le périmètre d'action de l'UNESCO, qui réclame en plus d'une valorisation du lieu auprès du grand public et la clarification de son statut juridique, associée à un meilleur engagement des pouvoirs publics dans sa protection, allant de l'inscription aux monuments historiques à la réduction des intrusions et des dégradations.
Ainsi, à partir d'une idée soumise au vote du budget participatif, le PCR publie un site internet permettant de visiter virtuellement le réseau des Fantasques,,. Le site vulgarise l'état de la recherche afin qu'elles soient préservées du vandalisme, en même temps qu'il propose une restitution de la ville à deux époques : une antique, au moment de sa construction, et une en l'état actuel. Ce site est réalisé conjointement par les services municipaux de Lyon, de la DRAC-Aura et de la Métropole. Une exposition photo à la bibliothèque du 1er arrondissement complète son lancement.
Peu après, un second site internet est annoncé par des cataphiles, qui proposent une restitution actuelle des galeries à partir des données scientifiques collectées au moment des fouilles. À sa mise en ligne, ils ne proposent qu'une visite des arêtes, des antennes (époque antique) et des galeries de captage (époque moderne). Ils promettent, une fois leur site finalisé, la visite complète des autres galeries.
En mars 2025, des conseillers écologistes du 1er arrondissement proposent d’inscrire les arêtes de poisson aux monuments historiques, conformément au plan d'action de l'UNESCO publié un an plus tôt.

### Littérature scientifique (par ordre chronologique)
- [Ménestrier 1696] Claude-François Ménestrier, chap. VI « Dissertation : Des grands chemins et des Aqueducs », dans Histoire civile ou consulaire de la ville de Lyon : justifiée par chartres, titres, chroniques... avec la carte de la ville, comme elle était il y a environ deux siècles, Lyon, 1696, 144 p. (lire en ligne sur Gallica), p. 33-37.
- [Cochard 1825] Cochard (dir.), Grognier et Breghot, « Statistiques - Antiquité : Notice sur les voûtes souterraines, appelées improprement aqueducs du Rhône », dans Archives historiques et statistiques du Département du Rhône, t. 1 : du 1er novembre 1824, au 30 avril 1825, Lyon, 1825, 475 p. (lire en ligne  [PDF]), p. 241-258. .
- [Flachéron 1840] Alexandre Flachéron, Mémoire sur trois anciens aqueducs : qui amenaient autrefois à Lyon les eaux du Mont-d'Or, de la Brévenne et du Gier, suivi d'une notice sur un ancien cloaque de construction romaine, situé dans la rue du Commerce, et sur deux souterrains qui longent les bords du Rhône entre Saint-Clair et Miribel, Lyon, imprimerie de L. Boitel, 1840, 92 p. (BNF 30439447, lire en ligne ).
- [Artaud 1846] François Artaud, Lyon souterrain, ou Observations archéologiques et géologiques faites dans cette ville depuis 1794 jusqu'en 1836, Lyon, Nigon, coll. « collection des Bibliophiles lyonnais », 1846, 259 p. (lire en ligne ). .
- [Chenavard 1850] Antoine-Marie Chenavard, Lyon antique restauré d'après les recherches et documents de F.M. Artaud, Lyon, impr. Léon Boitel, 1850, 21 p. (SUDOC 02404122X, présentation en ligne). .
- [Montauzan 1908] Camille Germain de Montauzan, Les Aqueducs antiques de Lyon : étude comparée d'archéologie romaine, Paris, Leroux, 1908, 436 p.     (Wikisource).
- [Wuilleumier 1950] Pierre Wuilleumier (dir.), « XVe circonscription », Gallia,‎ 1950, p. 146-153 (lire en ligne ). .
- [Russo & Audin 1961] Philibert Russo (dir.) et Amable Audin, « Le site de Lyon, panorama de son évolution », Revue de géographie de Lyon, vol. 36, no 4,‎ 1961, p. 295-346 (DOI 10.3406/geoca.1961.1717 ).
- [Audin & Quoniam 1962] Amable Audin et Pierre Quoniam, « Victoires et colonnes de l'autel fédéral des Trois Gaules : données nouvelles », Gallia,‎ 1962, p. 103-116 (lire en ligne , consulté le 31 août 2022). .
- [Emeriault et al 2007] Fabrice Emeriault, Louis Vinet, Médéric Piedevache, Georges Pasini et Nicole Bouillod, « L'instrumentation des ouvrages au service de la recherche de l'origine des désordres : l'église Saint-Bernard (Lyon) », Revue Française de Géotechnique, no 119,‎ 2007, p. 17-25 (DOI 10.1051/geotech/2007119017 )
- [Le Mer & Chomer 2007] Anne-Catherine Le Mer et Claire Chomer, Lyon, Paris, Éditions de la Maison des Sciences de l'Homme, coll. « Carte archéologique de la Gaule » (no 69/2), 2007, 885 p. (ISBN 978-2-87754-099-5, présentation en ligne). .
- [Delescluse 2008] Juliette Delescluse (dir. Renaud Payre), De l’exploration urbaine à la construction patrimoniale. Récit d’une mobilisation pour la sauvegarde du réseau souterrain lyonnais des arêtes de poisson (mémoire de maîtrise en sciences politiques), Lyon, Institut d’Études Politiques, juin 2008, 142 p. (lire en ligne  [PDF]). .
- [Bernot et al. 2008] Emmanuel Bernot (dir.), Cyrille Ducourthial et Philippe Dessaint (rapport de diagnostic d'archéologie préventive), Rénovation lourde du tunnel de la Croix-Rousse 69001/69004 Lyon : Le réseau souterrain des "arêtes de poisson", vol. 1/2, Lyon, Service archéologique de la ville de Lyon, 2008, Résultats de l'opération, « Résultats du diagnostic archéologique ». .
- [Bernot 2008] Emmanuel Bernot, « Lyon : Réseau souterrain des "arrêtes [sic] de poisson" », ADLFI. Archéologie de la France - Informations, Ministère de la Culture,‎ 2008, p. 5 (ISSN 2114-0502, lire en ligne  [PDF]). .
- [Ducourthial & Bernot 2009] Cyrille Ducourthial et Emmanuel Bernot, « Lyon (Rhône). Galeries en « arêtes de poisson » de la Croix-Rousse », Archéologie médiévale, CNRS Éditions,‎ 2009, p. 248-249 (DOI 10.4000/archeomed.19938 ).
- [Gaillot 2009] (en) S. Gaillot et E. Hofmann, « Urban archaeology and environmental data: the Lyon experience », ArchéoSciences, no 33 (suppl.),‎ 2009, p. 213-216 (DOI 10.4000/archeosciences.1600, lire en ligne  [PDF], consulté le 1er septembre 2022). .
- [Dessaint et Bernot 2010] Philippe Dessaint et Emmanuel Bernot, « Exemple d’application 3D en archéologie préventive : la restitution des galeries souterraines des pentes de la Croix-Rousse à Lyon », dans R. Vergnieux et C. Delevoie, Actes du Colloque Virtual Retrospect 2009, Bordeaux, Ausonius, 2010, 228 p. (ISBN 978-2-35613-034-1, HAL halshs-01864593, lire en ligne  [PDF]), p. 147-150. .
- [Bernot et al. 2013] Emmanuel Bernot, Philippe Dessaint, Cyrille Ducourthial et Stéphane Gaillot, « Souterrains de Lyon, dans les galeries de la Croix-Rousse », Archéologia, Éditions Faton, no 506,‎ janvier 2013, p. 42-51 (ISSN 0570-6270, résumé). .
- [Drost & Planet 2014] Vincent Drost et François Planet, « Les témoignages numismatiques de la bataille de Lyon en 197 », dans Michel Reddé, De l'or pour les braves ! : Soldes, armées et circulation monétaire dans le monde romain, Bordeaux, Ausonius Éditions, 2014, 288 p. (ISBN 9791036595882, DOI 10.4000/books.ausonius.15047 ).
- [Haurillon et al. 2015] Roland Haurillon, Laurent Bruxelles, Mona Court-Picon et Isabelle Figueiral, « Les ouvrages hydrauliques souterrains de « Mazeran » et du « Garissou » (Béziers, 34) : des qanàts romains en Gaule Narbonnaise », Revue archéologique de Narbonnaise, vol. 48, no 1,‎ 2015, p. 135–163 (DOI 10.3406/ran.2015.1912 ).
- [Desbat 2016] Armand Desbat, « Le sanctuaire des trois Gaules et la question du forum provincial », Revue archéologique de l'Est, vol. 65,‎ 1er novembre 2016, p. 303-323 (lire en ligne  [PDF], consulté le 7 décembre 2019). .
- [Fellague 2017] Djamila Fellague, « Les souterrains antiques de la Croix-Rousse à Lyon : de la quête ésotérique à l'enquête archéologique », Archéologia, no 556,‎ juillet-août 2017, p. 56-62 (ISSN 0570-6270, résumé, lire en ligne, consulté le 12 octobre 2022). .
- [Chappart et al. 2020] Claire Chappart, Louis Vinet, Nicole Boulliod et Catherine Pothier, « Les collines de la Ville de Lyon : note géologique », 10e Journées Nationales de Géotechnique et de Géologie de l’Ingénieur,‎ novembre 2020 (HAL hal-03212608, lire en ligne  [PDF], consulté le 29 septembre 2022). .
- [Guinand & Roulet 2021] Julien Guinand et Aurélien Roulet, « Une citadelle pour retrouver la Concorde. Luttes de pouvoirs à Lyon pendant les guerres de Religion (1564-1585) », Revue d’histoire moderne et contemporaine, vol. 68, no 4,‎ 2021, p. 134-161 (DOI 10.3917/rhmc.684.0136 , résumé). .
- [Bernot 2022] Emmanuel Bernot, « Lyon (1er-5e) – Anciennes galeries de captage d’eau sous les collines de Fourvière et de la Croix-Rousse », ADLFI. Archéologie de la France - Informations,‎ 15 novembre 2022 (ISSN 2114-0502, lire en ligne  [PDF])
- [Pothier et al. 2022] Catherine Pothier, Louis Vinet, Nicole Bouillod et Ophelia Bounpraseuth, « Les fontis de la ville de Lyon entre 1960 et 2009 : Causes et typologie », 11e Journées Nationales de Géotechnique et de Géologie de l’Ingénieur,‎ juin 2022 (HAL hal-03711689, lire en ligne  [PDF], consulté le 29 septembre 2022). .
- [Ducourthial 2022] Cyrille Ducourthial, « Les galeries antiques de la rive droite du Rhône à Lyon et en amont de Lyon : arêtes de poisson et Sarrasinières : Projet collectif de recherche (2021) », ADLFI. Archéologie de la France - Informations,‎ novembre 2022 (lire en ligne  [PDF]). .
- [Ducourthial 2023] Cyrille Ducourthial, « Les galeries antiques de la rive droite du Rhône à Lyon et en amont de Lyon », ADLFI. Archéologie de la France - Informations. une revue Gallia,‎ 6 décembre 2023 (ISSN 2114-0502, lire en ligne  [PDF], consulté le 2 janvier 2024).
- [Ducourthial 2025] Cyrille Ducourthial, « Les galeries antiques de la rive droite du Rhône à Lyon et en amont de Lyon », ADLFI. Archéologie de la France - Informations. une revue Gallia,‎ 3 février 2025 (ISSN 2114-0502, lire en ligne, consulté le 20 juillet 2025)

### Littérature et presse (par ordre chronologique)
- [Barbier 1981] Jean-Christian Barbier, Voyage au ventre de Lyon, Jacques-Marie Laffont, 1981, 266 p. (ISBN 2-86368-032-3).
- [Barbier 1994] Jean-Christian Barbier, Les Souterrains de Lyon, Ahun, éd. Verso, 1994, 221 p..
- [Fuster 2006] Éric Fuster, Recueil du Lyon souterrain : Mémoire d'une ville, vol. 1, 2006, 100 p. (ISBN 978-2-9526199-0-5, présentation en ligne).
- [Silvain 2007] Pierre Silvain, « Un tunnel peut en casser un autre », 20 minutes,‎ 26 septembre 2007 (lire en ligne , consulté le 27 décembre 2019). .
- [2007] Documentation Lyon et Rhône-Alpes, « Lyon underground » , sur linflux.com, Bibliothèque municipale de Lyon, 14 octobre 2007, republié en septembre 2010 et juin 2016 (consulté le 18 février 2018).
- [Lamy 2007] Guillaume Lamy, « Les souterrains de Lyon menacés par le projet de tunnel », Lyon Capitale,‎ 15 octobre 2007 (lire en ligne , consulté le 27 décembre 2019). .
- [Lamy 2008] Guillaume Lamy, « Ossements humains sous la Croix-Rousse », Lyon Capitale,‎ 30 mars 2008 (ISSN 1259-573X, lire en ligne , consulté le 27 décembre 2019).
- [La Ficelle 2008] Julie Bordet, « Quel trésor se cache sous le sol croix-roussien ? », La Ficelle, no 1,‎ mai 2008, p. 6-9 (ISSN 1252-5405, lire en ligne  [PDF], consulté le 27 décembre 2019). .
- [La Ficelle 2009] « Les arêtes de poisson, vestiges de la citadelle Saint-Sébastien », La Ficelle, no 15,‎ novembre 2009, p. 8-13 (lire en ligne  [PDF], consulté le 1er septembre 2022).
- [Nazim 2011] Walid Nazim, L'Énigme des arêtes de poisson : de la Croix-Rousse à Jérusalem, histoire d´un secret millénaire, Lyon, Lyon souterrain, 2011, 350 p. (ISBN 978-2-9526199-1-2, OCLC 822863188, présentation en ligne).
- [Nartz 2015] Gregoire Nartz, « Arêtes de Lyon : le mystère persiste », Lyon Capitale,‎ 14 juin 2015 (ISSN 1259-573X, lire en ligne , consulté le 27 décembre 2019). .
- [Combe 2016] Georges Combe, Les souterrains du temps (livre et DVD), Lyon, PGA Films, 2016 (ISBN 978-2-9552830-0-4, BNF 44424467, présentation en ligne)D'après Djamila Fellague (Les souterrains antiques..., 2017, p. 58), ce film « s'oriente vers des interprétations invraisemblables. Se mêlent des considérations éparses sur la Pythie de Delphes, le Graal, le temple de Jérusalem, l'ordre du Temple, les francs-maçons, la symbolique des nombres, le chamanisme, l'éther des alchimistes, une géométrie sacrée ou encore une pseudo archéoastronomie...».
- [Schittly 2016] Richard Schittly, « Lyon s’étrangle autour des « arêtes de poisson » : Le réseau de galeries souterraines, creusé il y a des siècles sous la colline de La Croix-Rousse, alimente les fantasmes », Le Monde,‎ 24 août 2016 (lire en ligne , consulté le 27 décembre 2019). .
- [Deligia 2017] Florent Deligia, « Lyon : le mystère des arêtes de poisson », Lyon Capitale,‎ février 2017 (lire en ligne , consulté le 27 décembre 2019).
- [Hemmerich 2017] Margot Hemmerich, « Sous la colline de la Croix-Rousse, le mystère des arêtes de poisson refait surface », Rue 89 Lyon,‎ 29 mai 2017, actualisé le 28 juin 2017 (lire en ligne , consulté le 27 décembre 2019). .
- [Lyon Citoyen 2017] « Le voyage intérieur », Lyon Citoyen, no 155,‎ avril 2017, p. 31 (lire en ligne  [PDF], consulté le 27 décembre 2019)
- [France Info 2019] Rédaction Culture, « Lyon : un mystérieux dédale souterrain en forme d'arêtes de poisson reste une énigme », France Info,‎ 31 mai 2019 (lire en ligne )
- [Beraud 2019] Guillaume Beraud, « Lyon : l'énigme sous la colline : Immersion historique au cœur du sous-sol croix-roussien » , sur Le Progrès (consulté le 27 décembre 2019).
- [Garrido 2021] Nathalie Garrido, « LYON | L’édifice, fermé au public et désacralisé, recèle une histoire singulière. Croix-Rousse : quel secret cache l’église Saint-Bernard ? », Le Progrès,‎ 7 janvier 2021 (lire en ligne , consulté le 9 janvier 2021).

- [Bouiller 2021] Céline Bouiller, « 2.000 ans après, les Sarrasinières vont-elles livrer leurs secrets ? », Bugey-Côtière, no 1299,‎ 22-28 juillet 2021 (lire en ligne ).
- [Sillères 2025] Antoine Sillières, « Les arêtes de poissons, ces mystérieuses catacombes lyonnaises, bientôt inscrites aux monuments historiques ? », Le Figaro Lyon,‎ 22 mars 2025 (lire en ligne )
- [Lamy 2025] Guillaume Lamy, « Lugdunum de profundis » , sur Lyon Capitale, 13 avril 2025.
- [Mignet et Annequin 2025] Mikaël Mignet (scénario) et Serge Annequin (dessinateur), Les Arêtes de poisson, une énigme souterraine (BD cartonnée), Éditions Paquet, 2025 (présentation en ligne).

### Reportages

#### Émissions de radio (par ordre chronologique)
- [Rts 2014] Miriame Prévost, « Cataphile lyonnais »  (podcast), sur rts.ch, Radio Télévision Suisse, 6 avril 2014 (consulté le 16 octobre 2022)
- [France Bleu 2018] Frédérique Le Teurnier et Denis Faroud, « Les arêtes de poisson : des galeries mystérieuses et souterraines à Lyon »  (Interview d'Anne Pariente, directrice du Service archéologique de la Ville de Lyon), sur francebleu.fr, France Bleu, 8 février 2018 (consulté le 27 décembre 2019).
- [France Culture 2018] Victor Macé de Lépinay et Anne Fleury (réalisatrice), « Les arêtes de poisson : un mystère sous la Croix Rousse », sur franceculture.fr, France Culture, 13 février 2018 (consulté le 27 décembre 2019)

#### Reportages télévisés (par ordre chronologique)
- [FR3 Rhône-Alpes 2013] « Lyon : l'énigme des arêtes de poisson » , sur france3-regions.francetvinfo.fr, France 3 Rhône-Alpes, 31 août 2013 (consulté le 29 août 2022)
- [FR3 Auvergne-Rhône-Alpes 2017] Marc Taubert, « À Lyon, un patrimoine méconnu : le mystère des arêtes de poisson » , sur france3-regions.francetvinfo.fr, France 3 Auvergne-Rhône-Alpes, 22 février 2017
- [TF1 2018] « Les arêtes de Lyon, des mystérieuses galeries antiques » , sur tf1info.fr, JT de 20h de TF1, 22 janvier 2018 (consulté le 29 août 2022)
- [FR3 Auvergne-Rhône-Alpes 2025] Kathleen Garon, « Tout ce que l'on sait sur les arêtes de poisson de Lyon raconté en BD » , sur france3-regions.franceinfo.fr, France 3 Auvergne-Rhône-Alpes, 5 juillet 2025 (consulté le 6 août 2025)

#### Reportages photographiques
- « Les Arêtes De Poisson » , sur Urbex.Me, reportages d'explorations urbaines, 31 mars 2011 (consulté le 27 décembre 2019)
- « Les arêtes de poisson » , sur Souterrain-Lyon.com, reportages photos de souterrains, d'urbex et de rurbex, 1er janvier 2013 (consulté le 27 décembre 2019)
- « Les Fantasques et les Arêtes de Poisson » , sur La Taupe Vous Guette (consulté le 24 octobre 2022)

#### Reportages journalistiques
- Romain Desgrand (mis à jour le 30 mai 2023), « Les Arêtes de poisson, la plus grande énigme de Lyon » (Dossier composé de cinq articles réalisé par Romain Desgrand), Tribune de Lyon,‎ 23 mai 2023 (lire en ligne ).
- Romain Desgrand, « La visite virtuelle des Arêtes de poisson, une initiative qui fait débat », Tribune de Lyon,‎ 23 mai 2023 (lire en ligne ).
- Romain Desgrand, « En images. Voyage dans les Arêtes de poisson », Tribune de Lyon,‎ 23 mai 2023 (lire en ligne ).
- Romain Desgrand, « Cinq théories sur les Arêtes de poisson », Tribune de Lyon,‎ 23 mai 2023 (lire en ligne ).
- Romain Desgrand, « Les Arêtes de poisson cartographiées », Tribune de Lyon,‎ 23 mai 2023 (lire en ligne ).
- Romain Desgrand, « Arêtes de poisson : La captivante quête de vérité », Tribune de Lyon, no 911,‎ 25 mai 2023, p. 24-33 (lire en ligne ).
- Clémence Margall, « La Ville de Lyon présente sa visite virtuelle des "arêtes de poisson" de la Croix-Rousse », Lyon Capitale,‎ 17 septembre 2024 (lire en ligne ).

### Conférences
- Hervé Tronchère, Catherine Pothier, Tony Silvino et Thibault Dupont, « Le virtuel au secours des arêtes de poisson », sur Bibliothèque municipale de Lyon, 3 avril 2024.